# Prudent Bettens
Prudent Bettens (4. července 1943, Waregem – 20. září 2010, Waregem) byl belgický fotbalista, záložník. 

## Fotbalová kariéra
V belgické lize hrál za KSV Waregem a Cercle Brugge KSV. Kariéru zakončil v nižší soutěži v týmu KV Oostende. Ve Veletržním poháru nastoupil ve 4 utkáních a dal 2 góly. Za reprezentaci Belgie nastoupil v letech 1967–1968 ve 3 utkáních. 

## Ligová bilance
| Ročník                     | Zápasy | Góly | Klub              |
| -------------------------- | ------ | ---- | ----------------- |
| 2. belgická liga 1963/1964 | -      | -    | KSV Waregem       |
| 2. belgická liga 1964/1965 | -      | -    | KSV Waregem       |
| 2. belgická liga 1965/1966 | -      | -    | KSV Waregem       |
| 1. belgická liga 1966/1967 | -      | 10   | KSV Waregem       |
| 1. belgická liga 1967/1968 | -      | 10   | KSV Waregem       |
| 1. belgická liga 1968/1969 | -      | -    | KSV Waregem       |
| 1. belgická liga 1969/1970 | -      | -    | KSV Waregem       |
| 1. belgická liga 1971/1971 | -      | -    | KSV Waregem       |
| 1. belgická liga 1971/1972 | 24     | 1    | Cercle Brugge KSV |
| 1. belgická liga 1972/1973 | 7      | 2    | Cercle Brugge KSV |
| 2. belgická liga 1974/1975 | -      | -    | KV Oostende       |
| CELKEM 1. belgická liga    | -      | -    |                   |